# Ратленд (Північна Дакота)
Ратленд (англ. Rutland) — місто (англ. city) в США, в окрузі Сарджент штату Північна Дакота. Населення — 163 особи (2010).

## Географія
Ратленд розташований за координатами 46°3′16″ пн. ш. 97°30′25″ зх. д. / 46.05444° пн. ш. 97.50694° зх. д. (46.054326, -97.506836).  За даними Бюро перепису населення США в 2010 році місто мало площу 0,99 км², уся площа — суходіл.

## Демографія
Згідно з переписом 2010 року, у місті мешкали 163 особи в 84 домогосподарствах у складі 46 родин. Густота населення становила 165 осіб/км².  Було 98 помешкань (99/км²).
Расовий склад населення:
| - 97,5 % — білих - 1,2 % — корінних американців - 0,6 % — азіатів |

До двох чи більше рас належало 0,6 %. Частка іспаномовних становила 0,0 % від усіх жителів.
За віковим діапазоном населення розподілялося таким чином: 20,2 % — особи молодші 18 років, 58,9 % — особи у віці 18—64 років, 20,9 % — особи у віці 65 років та старші. Медіана віку мешканця становила 48,5 року. На 100 осіб жіночої статі у місті припадало 123,3 чоловіків;  на 100 жінок у віці від 18 років та старших — 113,1 чоловіків також старших 18 років.
Середній дохід на одне домашнє господарство  становив 64 885 доларів США (медіана — 51 250), а середній дохід на одну сім'ю — 91 688 доларів (медіана — 82 500). За межею бідності перебувало 6,1 % осіб, у тому числі 4,0 % дітей у віці до 18 років та 5,4 % осіб у віці 65 років та старших.
Цивільне працевлаштоване населення становило 112 осіб. Основні галузі зайнятості: виробництво — 19,6 %, освіта, охорона здоров'я та соціальна допомога — 19,6 %, будівництво — 15,2 %, транспорт — 13,4 %.